# Channel A
Channel A Corporation (korejsky: 주식회사 채널 에이, česky: Společnost Kanál A) známý spíš jako Channel A (korejsky: 채널 A, česky: Kanál A) je jihokorejská celostátní všeobecná kabelová televizní společnost. Největším akcionářem společnosti je Dong-A Media Group (DAMG), která se skládá z 12 přidružených společností včetně Dong-A Ilbo.
Kanál A je jedním ze čtyř jihokorejských celostátních kabelových televizních sítí založených v roce 2011. Mimo Kanálu A sem patří JTBC, TV Chosun a MBN.

## Televizní stanice
| název          | popis                                                                                         |
| -------------- | --------------------------------------------------------------------------------------------- |
| Channel A      | Hlavní kanál vysílající nejrůznější druhy žánrů od zpravodajství po zábavné pořady a dramata. |
| Channel A Plus | Vedlejší kanál vysílající zábavné pořady a dramata                                            |